# Laffert (Adelsgeschlecht)

Wappen derer von Laffert

Von Laffert ist der Name eines ursprünglich braunschweigisch-lüneburgischen Patriziergeschlechts das seinen Namen von Groß Lafferde und Klein Lafferde im heutigen Landkreis Peine herleitet und später als Adelsgeschlecht vor allem in Mecklenburg begütert war.

## Geschichte
Das Geschlecht beginnt seine Stammreihe mit dem 1303 urkundlich erscheinenden Heinrich von Laffert. Er wanderte um 1300 in die Hansestadt Braunschweig ein und entstammte mit großer Wahrscheinlichkeit dem gleichnamigen, seit vor 1200 nachgewiesenen Hildesheimer Ministerialengeschlecht. In dem Stammdorf Groß Lafferde besaß die Familie noch in späterer Zeit zwei Höfe mit sieben Hufen. Bis in die zweite Hälfte des 17. Jahrhunderts gehörte das Geschlecht zu den Patriziern der Hansestädte Braunschweig und Lüneburg.
Am 7. Mai 1664 erhielten die Brüder Hieronymus (1614–1687), Erster Bürgermeister von Lüneburg, sowie Georg und Friedrich von Laffert und ihr Vetter Balthasar von Laffert von Kaiser Ferdinand III. die Bestätigung und Erneuerung ihres Adels. Georg von Laffert (1615–1683), Sülfmeister in Lüneburg, wurde zum Stammvater der Herren von Laffert im Lüneburgischen und Mecklenburgischen. Durch das 1681 erworbene Gut Wittorf waren die Lafferts Teil der Ritterschaft des Fürstentums Lüneburg. 1856 kaufte Ernst-August von Laffert das Rittergut Dannenbüttel bei Sassenburg. Über Sybille, Erbtochter von Dannenbüttel, ist das Gut heute noch im Besitz seines Nachfahren Peter von Laffert von Kobylinski (* 1939), der neben Namen auch das Laffertsche Wappen führt. Im Hannoverschen frequentierten die Lafferts das Kloster Medingen, um ihre unverheirateten Töchter zu versorgen.

### Mecklenburgische Linie
Ab 1690 erwarben Familienmitglieder großen Gutsbesitz in Mecklenburg. Der Kammerrat Hieronymus Wigand von Laffert (1659–1728), der für die Etablierung der welfischen Herrschaft im Herzogtum Sachsen-Lauenburg eine wichtige Rolle spielte, kaufte in jenem Jahr das westmecklenburgische Rittergut Lehsen. Die Aufnahme (Rezeption) in die  mecklenburgische Ritterschaft erfolgte allerdings erst 1801, und zwar für die Brüder Hauptmann Gotthard Wilhelm (1765–1814) auf Dammereez (heute Ortsteil von Dersenow), Karl auf Groß Weltzien (kurfürstlich braunschweig-lüneburgischer Drost), Ludolph Friedrich auf Lehsen (braunschweig-lüneburgischer Hof- und Kanzleirat in Celle) und Ernst auf Schwechow.
Im Einschreibebuch des Klosters Dobbertin befinden sich daher erst ab 1803–1889 sieben Eintragungen von Töchtern der Familie von Laffert aus Lehsen, Dammereez und Schwerin zur Aufnahme in das adelige Damenstift im Kloster Dobbertin.
1888 erfolgte für Karl von Laffert (1811–1888), königlich hannoverscher Steuerdirektor a. D. und Mitherr auf Schwechow, eine königlich preußische Namenvereinigung mit dem der von Woldeck als „von Laffert-Woldeck“, geknüpft an den Besitz des Woldeckschen Geldfideikommisses. Sein Sohn Ernst-August von Laffert-Woldeck (1847–1891) war Amtshauptmann in Grabow. Ernst von Laffert-Woldeck (* 1883) fiel 1914 in der Schlacht von Haelen als Oberleutnant des Dragoner-Regiments 18.
1904 wurde Karl von Laffert, sächsischer Oberst und Kommandeur des 5. Infanterie-Regiments „Kronprinz“ Nr. 104, unter Nr. 141 in das Königlich Sächsische Adelsbuch eingetragen.

### Fränkische Linie
Friedrich von Laffert (1617–1668) stand als Ober-Hofmeister und Marschall in württembergischen Diensten. Er erwarb das Gut Burggrub und bat um Aufnahme in die Fränkische Reichsritterschaft. Dazu benötigte er vom Kaiser eine Adelsbestätigung, die er mit seinen Lüneburger Verwandten 1664 erhielt. Die Aufnahme in die Fränkische Reichsritterschaft (Kantons Steigerwald) wurde darauf im April 1667 vollzogen. Die fränkische Linie, die den freiherrlichen Titel führte, ist erloschen.

### Österreich-Ungarische Linie
Ferdinand Albrecht von Laffert, Österreichischer Ober-Proviant-Commissair wurde im Jahre 1702 vom Kaiser zum Reichsritter mit dem Prädikat Edler von Laffert erhoben. Er war ein Verwandter der lüneburgischen drei Brüder von Laffert und besaß große Güter in Ungarn. Sein Sohn, der Kaiserliche Hof-Cammerrath Ferdinand Anton von Laffert, wurde vom Kaiser in den Freiherrnstand erhoben.

### Laffert des Stammes Haas
Karl August von Laffert adoptierte 1932 seinen Enkel Gerhard („Gert“) de Haas (1919–1944), der dadurch fortan den Namen »von Laffert« führte. Gert von Laffert heiratete 1941 Sabine von Ostau und fiel als Flugzeugführer im Zweiten Weltkrieg. Beider Sohn Fabian von Laffert, Berliner Studienrat, erhielt 1986 durch Beschluss des Deutschen Adelsrechtsausschusses eine adelsrechtliche Nichtbeanstandung der Namensform v. Laffert. Das Geschlecht de Haas beginnt die Stammreihe mit Nikolaas (de) Haas um 1758 in Rees am Niederrhein.

## Besitzungen

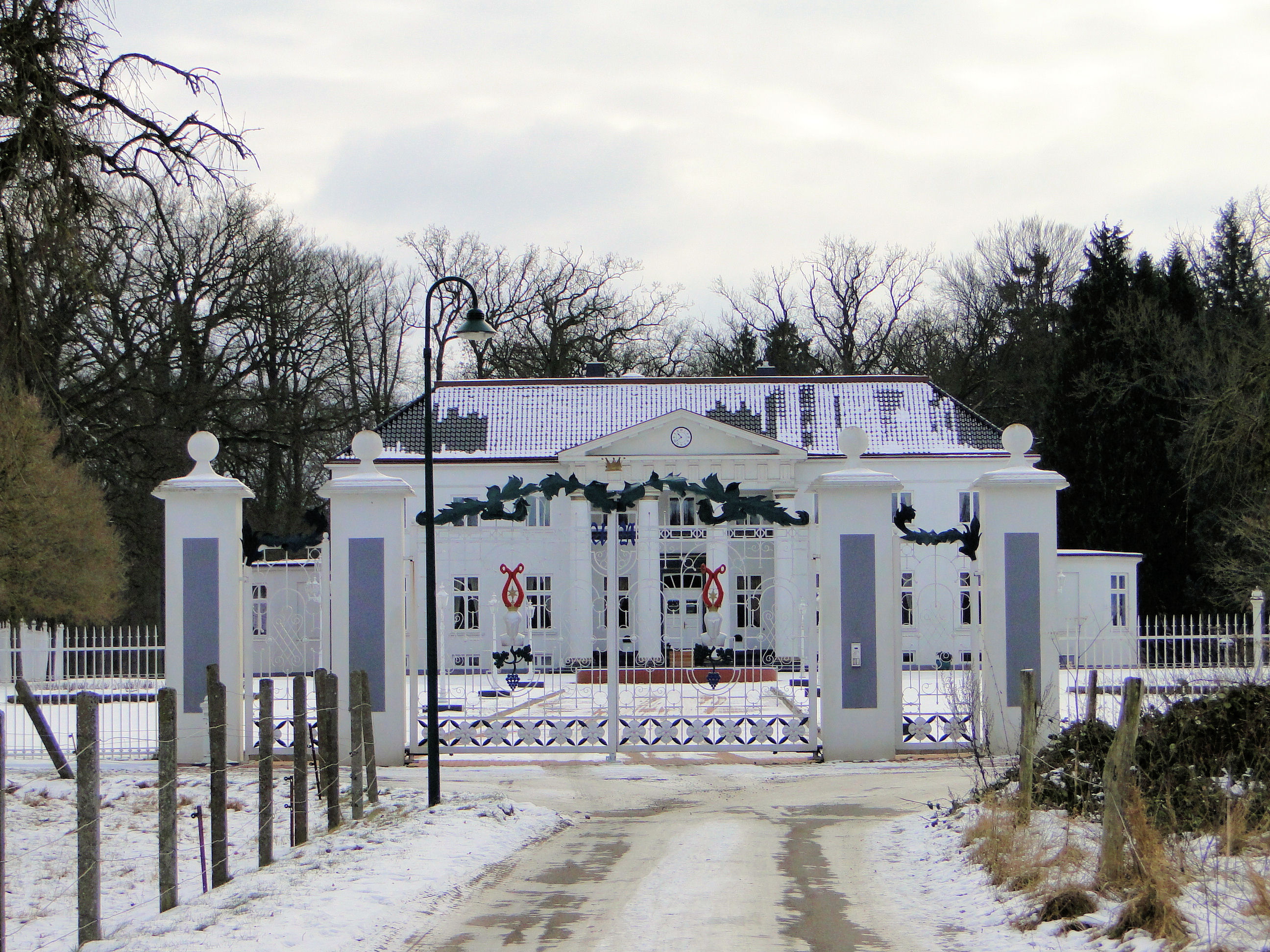
Herrenhaus Lehsen

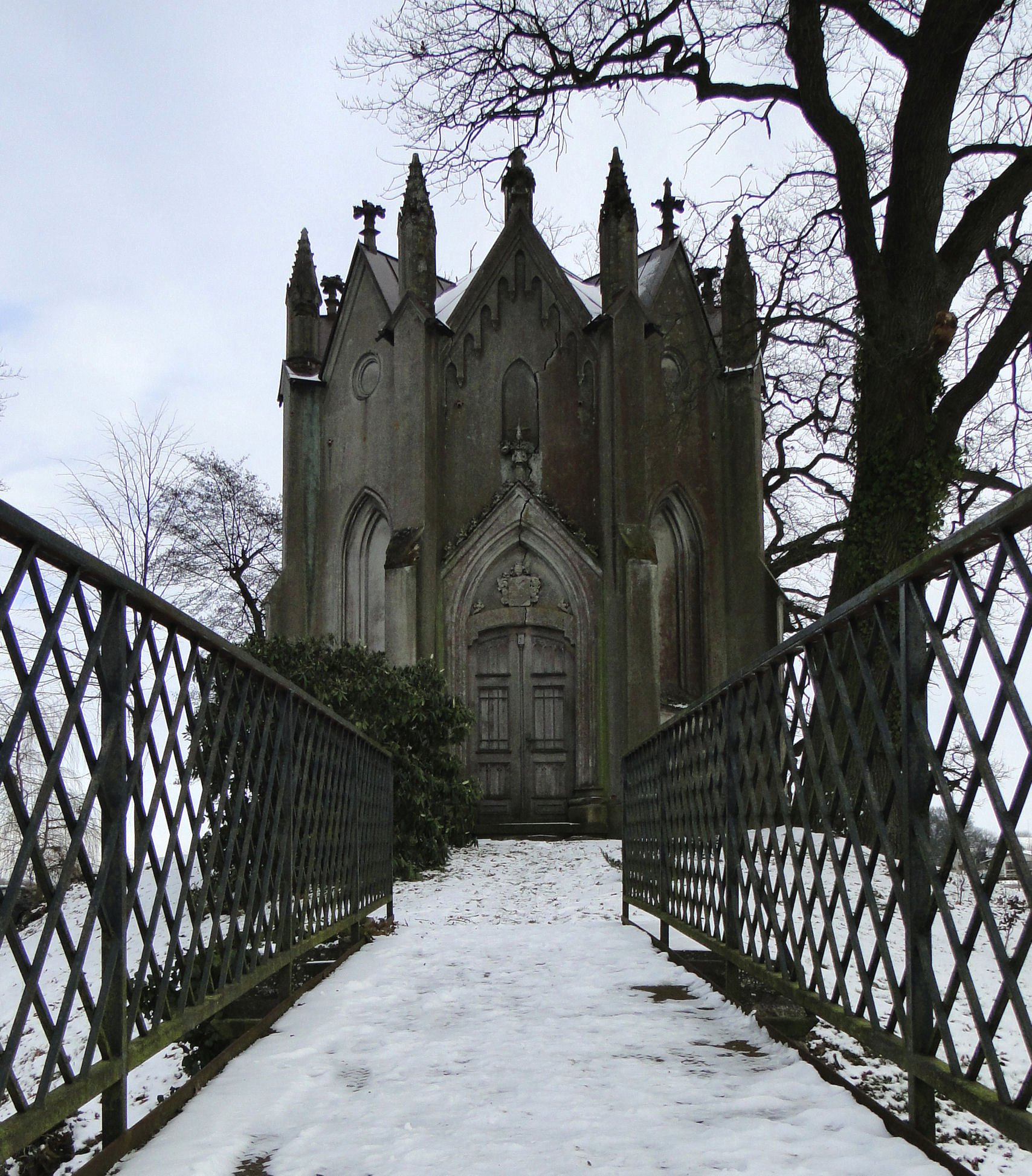
Grabkapelle in Lehsen

- Die Schönburg am Rhein (nach 1866–vor 1885)[14]

### Niedersachsen
- Wittorf seit 1681
- Dannenbüttel seit 1856

### Mecklenburg
- Banzin seit 1796
- Klein Brütz vor 1779–1780
- Langen Brütz 1744–1782
- Dammereez 1779–1931
- Dersenow 1802–1810 und seit 1875
- Garlitz seit 1828
- Glave 1881–1887
- Leezen 1744–1782
- Lehsen seit 1690–1899
- Schwechow seit vor 1779
- Gr. Weltzin c. p. vor 1779–1802

### Franken
- Burggrub (Stockheim)

### Ungarn
- Zaba
- Ocza
- Sauri
- Harrasti (Dunaharaszti)

## Wappen

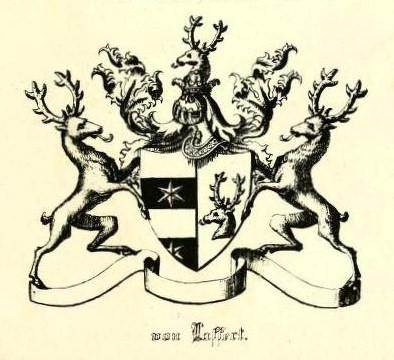
Wappen mit schildhaltenden Hirschen im Wappenbuch des Königreichs Hannover und des Herzogthums Braunschweig

Das Familienwappen wurde schon im 14. und 15. Jahrhundert so geführt und im Adelsbrief von 1664 festgelegt: der Schild ist gespalten und zeigt rechts in Silber zwei je mit einem silbernen Stern belegte schwarze Balken, links in Blau einen rechtsgekehrten, rotgezungten silbernen Hirschkopf mit rotem zwölfendigem Geweih. Auf dem gekrönten Helm mit blau-silbernen Decken der Hirschkopf.
Varianten zeigen den Schild vorne dreimal silbern-schwarz geteilt, die beiden schwarzen Teile mit den Sternen belegt. Als Schildhalter dienen zwei Hirsche, tingiert wie im Schild und auf dem Helm.
Statt der Helmdecken umgibt bei anderen Darstellungen ein mit einem schwarzen Querbalken belegter blau-silberner Mantel den Schild. Das Mecklenburgische Wappenbuch zeigt den Hirsch naturfarben.
Der Inhalt des 1987 neu angenommenen Wappens der von Laffert des Mannesstammes de Haas ist eine Reminiszenz an das Laffertsche Stammwappen, und zudem ein redendes Wappen, wegen der Anspielung auf den ursprünglichen Familiennamen de Haas durch den Hasen als Schildfigur: Über schwarzem Schildesfuß, darin zwei silberne Sterne nebeneinander, in Silber ein aufgerichteter blauer Hase. Auf dem Helm mit blau-silbernen Decken ein Hirschkopf wie bei der alten Familie von Laffert.

## Bekannte Angehörige
- Balthasar Lafferdes († 1608), Ratsherr in Lübeck
- Ernst Werner von Laffert (1704–1774), hannoverscher Generalmajor[20]
- Ernst-August von Laffert-Woldeck (1847–1891), Verwaltungsjurist
- Georg von Laffert († 1582), Sekretär des Hansekontors in Antwerpen
- Hans von Laffert (* vor 1380; † um 1445)[21]
- Hans von Laffert († 1917), Korvettenkapitän, Kommandant des Hilfskreuzers Leopard
- Karl August von Laffert (1872–1938), Bruder der Viktoria von Dirksen geb. von Laffert[22], Oberstleutnant, Schriftsteller, 1913/14 deutscher Militärattaché im Osmanischen Reich, seit 1915 auf Garlitz, Mitglied des Volksgerichtshofes und SS-Standartenführer[23][24]
- Karl Gebhard Adolf Hermann Richard von Laffert, sächsischer Oberst, 1900/03 Kommandeur des 5. Infanterie-Regiments Nr. 104
- Ludolph Friedrich von Laffert (1757–1808), deutscher Verwaltungsjurist und Radierer-Dilettant
- Martha von Laffert (1883–1966), Kunstmalerin
- Maximilian von Laffert (1855–1917), sächsischer Offizier, zuletzt General der Kavallerie im Ersten Weltkrieg
- Moritz von Laffert, Geschäftsführer und Herausgeber des Condé-Nast-Verlag
- Sigrid von Laffert (* 1916 auf Dammereez), wohnte bei ihrer Verwandten Viktoria von Dirksen geb. von Laffert, Begleitdame Adolf Hitlers,[25] seit 1940 verheiratet mit Johannes Graf von Welczeck (jun.), 1967 Chef des Protokolls im Auswärtigen Amt Deutschlands[26]
- Viktoria von Dirksen geborene von Laffert (1874–1946), deutsche politische Lobbyistin; führte einen politischen Salon im Berlin; Förderin des Aufstiegs von Adolf Hitler

## Monumente
- Grabkapelle in Lehsen